# Crucey-Villages
Crucey-Villages est une commune française située dans le département d'Eure-et-Loir en région Centre-Val de Loire.

## Géographie

### Situation

Situation géographique
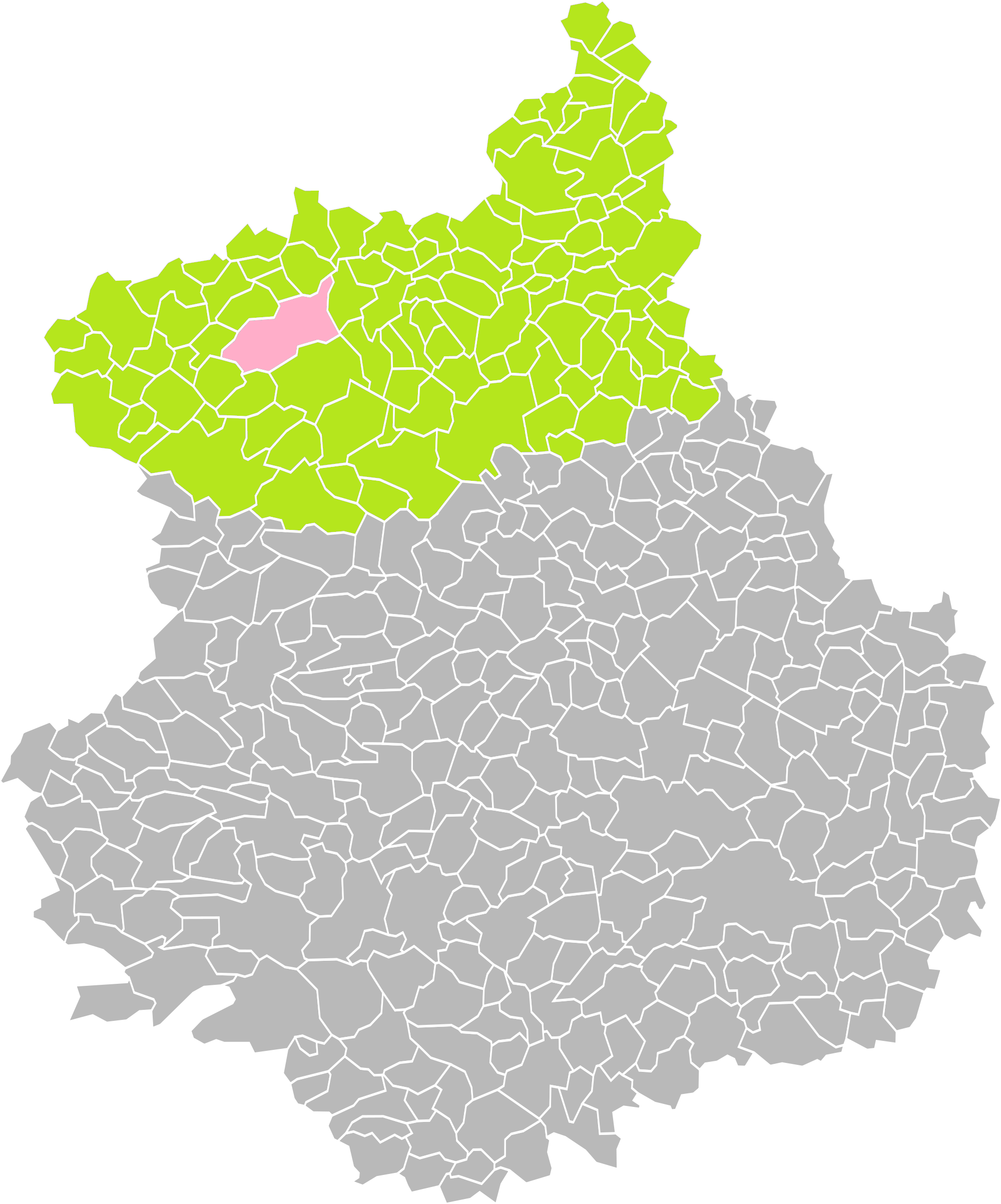
Crucey-Villages dans son arrondissement.
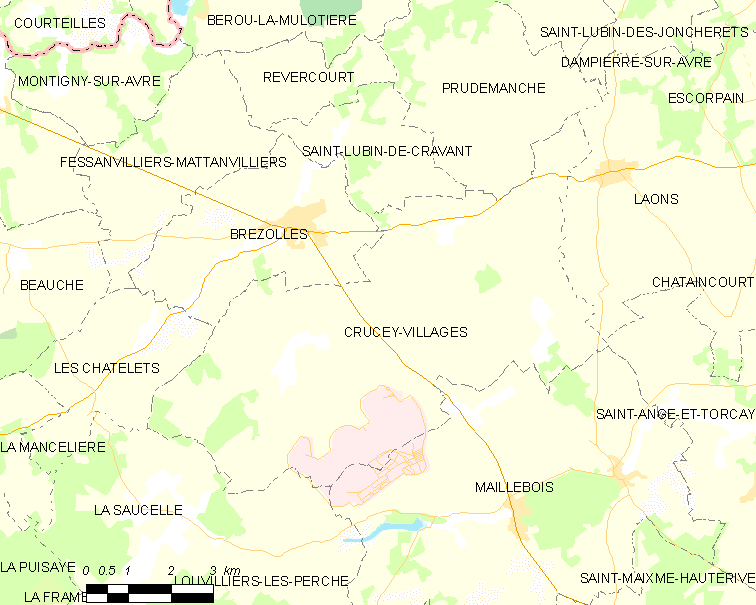
Carte de la commune de Crucey-Villages.

### Communes limitrophes
| Brezolles     | Brezolles              | Saint-Lubin-de-Cravant Prudemanche |
| Les Châtelets | Crucey-Villages        | Laons Saint-Ange-et-Torçay         |
| La Saucelle   | Louvilliers-lès-Perche | Maillebois                         |

### Climat
Pour des articles plus généraux, voir Climat du Centre-Val de Loire et Climat d'Eure-et-Loir.
En 2010, le climat de la commune est de type climat océanique dégradé des plaines du Centre et du Nord, selon une étude du CNRS s'appuyant sur une série de données couvrant la période 1971-2000. En 2020, Météo-France publie une typologie des climats de la France métropolitaine dans laquelle la commune est dans une zone de transition entre le climat océanique et le climat océanique altéré et est dans la région climatique Sud-ouest du bassin Parisien, caractérisée par une faible pluviométrie, notamment au printemps (120 à 150 mm) et un hiver froid (3,5 °C).
Pour la période 1971-2000, la température annuelle moyenne est de 10,3 °C, avec une amplitude thermique annuelle de 14,3 °C. Le cumul annuel moyen de précipitations est de 651 mm, avec 11 jours de précipitations en janvier et 8 jours en juillet. Pour la période 1991-2020, la température moyenne annuelle observée sur la station météorologique de Météo-France la plus proche, sur la commune de Laons à 9 km à vol d'oiseau, est de 11,1 °C et le cumul annuel moyen de précipitations est de 561,4 mm,. Pour l'avenir, les paramètres climatiques de la commune estimés pour 2050 selon différents scénarios d'émission de gaz à effet de serre sont consultables sur un site dédié publié par Météo-France en novembre 2022.

## Urbanisme

### Typologie
Au 1er janvier 2024, Crucey-Villages est catégorisée commune rurale à habitat très dispersé, selon la nouvelle grille communale de densité à 7 niveaux définie par l'Insee en 2022.
Elle est située hors unité urbaine et hors attraction des villes,.

### Occupation des sols
L'occupation des sols de la commune, telle qu'elle ressort de la base de données européenne d’occupation biophysique des sols Corine Land Cover (CLC), est marquée par l'importance des territoires agricoles (86,9 % en 2018), une proportion identique à celle de 1990 (86,9 %). La répartition détaillée en 2018 est la suivante : 
terres arables (83,5 %), zones industrielles ou commerciales et réseaux de communication (7,8 %), forêts (5,3 %), zones agricoles hétérogènes (3,4 %). L'évolution de l’occupation des sols de la commune et de ses infrastructures peut être observée sur les différentes représentations cartographiques du territoire : la carte de Cassini (XVIIIe siècle), la carte d'état-major (1820-1866) et les cartes ou photos aériennes de l'IGN pour la période actuelle (1950 à aujourd'hui).

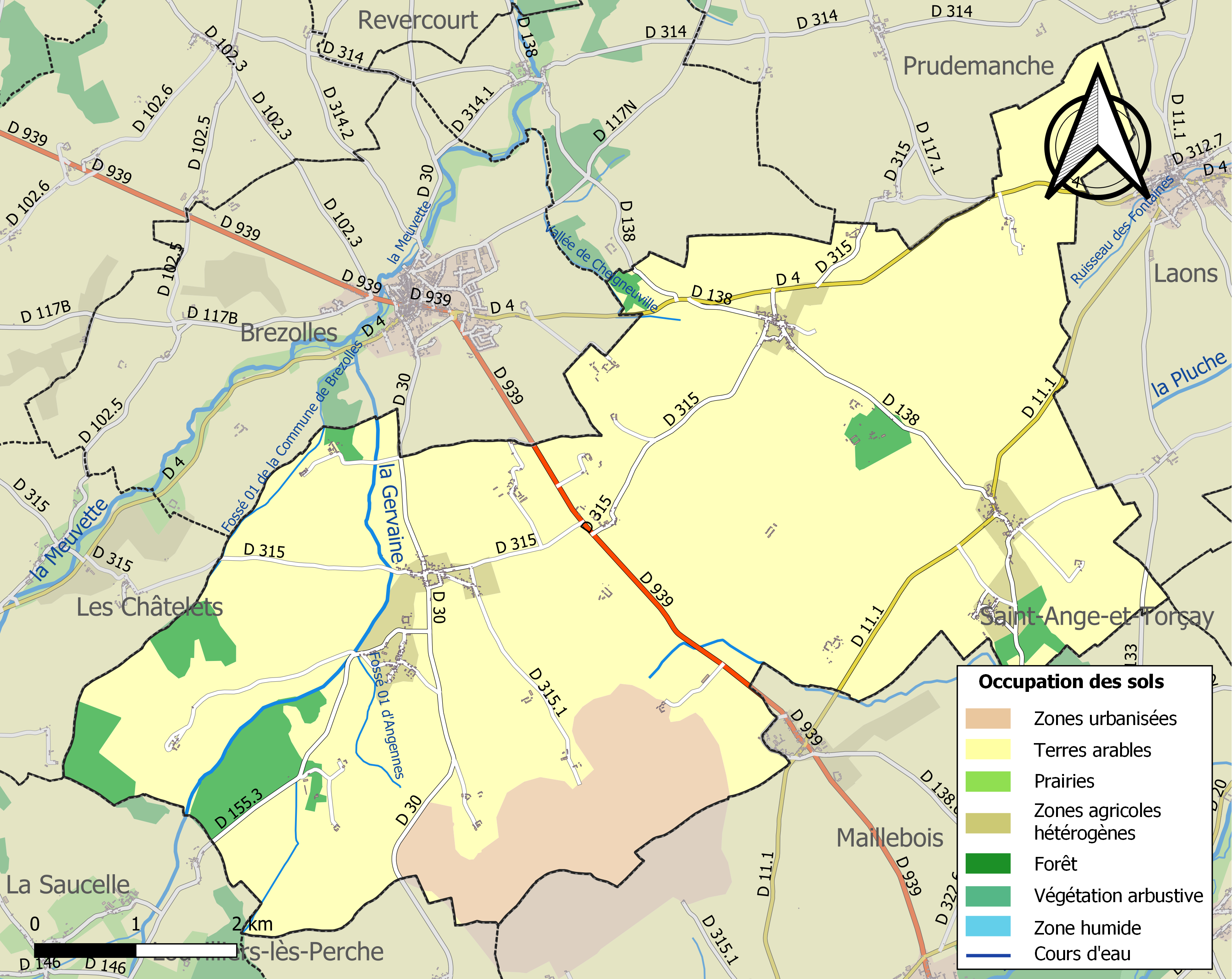
Carte des infrastructures et de l'occupation des sols de la commune en 2018 (CLC).

### Risques majeurs
Le territoire de la commune de Crucey-Villages est vulnérable à différents aléas naturels : météorologiques (tempête, orage, neige, grand froid, canicule ou sécheresse), inondations, mouvements de terrains et séisme (sismicité très faible). Il est également exposé à un risque technologique, le transport de matières dangereuses. Un site publié par le BRGM permet d'évaluer simplement et rapidement les risques d'un bien localisé soit par son adresse soit par le numéro de sa parcelle.

#### Risques naturels
Certaines parties du territoire communal sont susceptibles d’être affectées par le risque d’inondation par débordement de cours d'eau, notamment la Gervaine. La commune a été reconnue en état de catastrophe naturelle au titre des dommages causés par les inondations et coulées de boue survenues en 1999,.

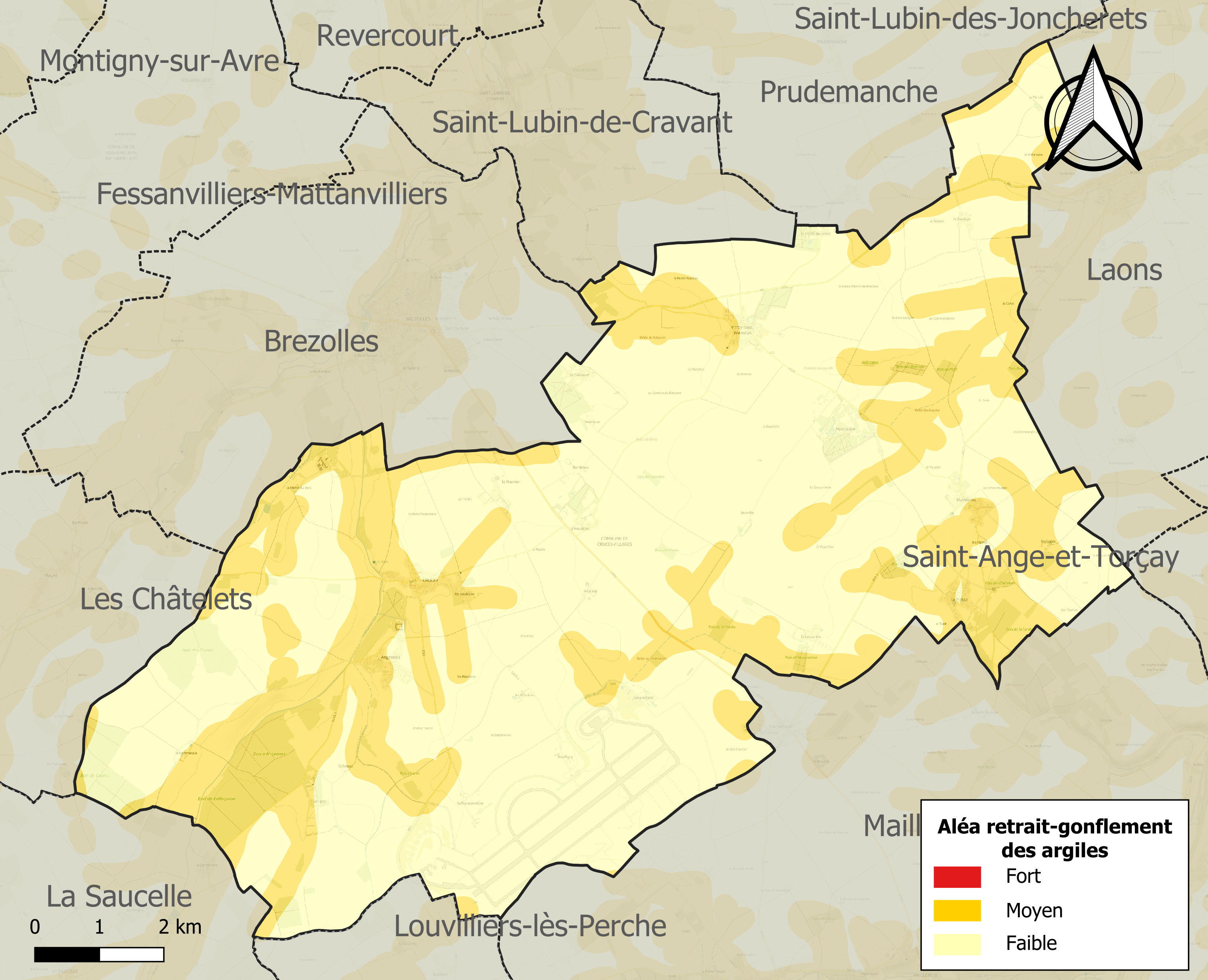
Carte des zones d'aléa retrait-gonflement des sols argileux de Crucey-Villages.

Les mouvements de terrains susceptibles de se produire sur la commune sont des affaissements et effondrements liés aux cavités souterraines. L'inventaire national des cavités souterraines permet de localiser celles situées sur la commune.
Le retrait-gonflement des sols argileux est susceptible d'engendrer des dommages importants aux bâtiments en cas d’alternance de périodes de sécheresse et de pluie. 33,9 % de la superficie communale est en aléa moyen ou fort (52,8 % au niveau départemental et 48,5 % au niveau national). Sur les 272 bâtiments dénombrés sur la commune en 2019, 147 sont en aléa moyen ou fort, soit 54 %, à comparer aux 70 % au niveau départemental et 54 % au niveau national. Une cartographie de l'exposition du territoire national au retrait gonflement des sols argileux est disponible sur le site du BRGM,.
Concernant les mouvements de terrains, la commune a été reconnue en état de catastrophe naturelle au titre des dommages causés par des mouvements de terrain en 1999.

#### Risques technologiques
Le risque de transport de matières dangereuses sur la commune est lié à sa traversée par des infrastructures routières ou ferroviaires importantes ou la présence d'une canalisation de transport d'hydrocarbures. Un accident se produisant sur de telles infrastructures est en effet susceptible d’avoir des effets graves au bâti ou aux personnes jusqu’à 350 m, selon la nature du matériau transporté. Des dispositions d’urbanisme peuvent être préconisées en conséquence.

## Toponymie
Le nom de la localité est attesté sous la forme Cruciaci Villa en 1061.
Les Villages sont : Crucey, Mainterne et Vitray-sous-Brézolles.

## Histoire

### Époque contemporaine

#### XIXesiècle
Le 23 novembre 1870, le 13e régiment de dragons et le 70 de cuirassiers de l'armée allemande ont réquisitionné et reçu de la commune de Crucey, en passant sans s'arrêter, 1 600 kilogrammes d'avoine, 500 bottes de paille et 500 bottes de foin[réf. nécessaire].

#### XXesiècle
Par arrêté préfectoral du 7 décembre 1972, les communes de Crucey, Mainterne et Vitray-sous-Brézolles sont réunies dans une commune unique qui prend le nom de Crucey-Villages.

## Politique et administration

### Liste des maires

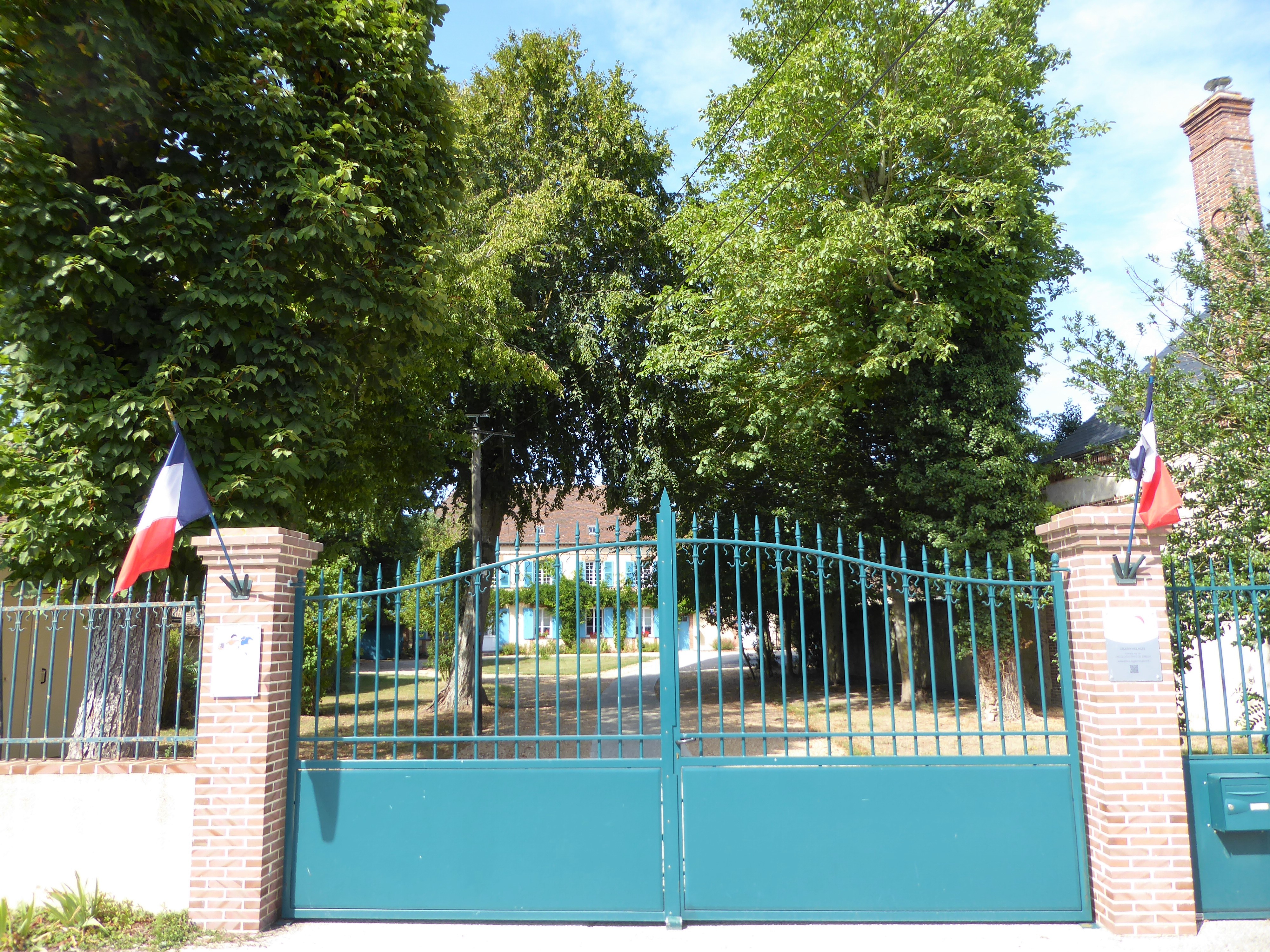
La mairie de Crucey-Villages.

| Période                                  | Période  | Identité                   | Étiquette | Qualité  |
| ---------------------------------------- | -------- | -------------------------- | --------- | -------- |
| Les données manquantes sont à compléter. |          |                            |           |          |
| 1995                                     | 2001     | Jean Grillard              |           |          |
| 2001                                     | 2008     | Marie-Antoinette Mauban    |           |          |
| 2008                                     | 2014     | Patrick Peyrot des Gachons |           |          |
| 2014                                     | 2020     | Jean-Paul Amelot           | SE        | Retraité |
| 2020                                     | En cours | Jean-Claude Lamour         |           |          |

## Population et société

### Démographie
L'évolution du nombre d'habitants est connue à travers les recensements de la population effectués dans la commune depuis 1793. Pour les communes de moins de 10 000 habitants, une enquête de recensement portant sur toute la population est réalisée tous les cinq ans, les populations de référence des années intermédiaires étant quant à elles estimées par interpolation ou extrapolation. Pour la commune, le premier recensement exhaustif entrant dans le cadre du nouveau dispositif a été réalisé en 2005.

En 2022, la commune comptait 467 habitants, en évolution de −0,64 % par rapport à 2016 (Eure-et-Loir : −0,23 %, France hors Mayotte : +2,11 %).
| 1793 | 1800 | 1806 | 1821 | 1831 | 1836 | 1841 | 1846 | 1851 |
| ---- | ---- | ---- | ---- | ---- | ---- | ---- | ---- | ---- |
| 294  | 404  | 429  | 368  | 405  | 416  | 405  | 412  | 387  |

| 1856 | 1861 | 1866 | 1872 | 1876 | 1881 | 1886 | 1891 | 1896 |
| ---- | ---- | ---- | ---- | ---- | ---- | ---- | ---- | ---- |
| 362  | 370  | 367  | 352  | 351  | 337  | 382  | 386  | 384  |

| 1901 | 1906 | 1911 | 1921 | 1926 | 1931 | 1936 | 1946 | 1954 |
| ---- | ---- | ---- | ---- | ---- | ---- | ---- | ---- | ---- |
| 356  | 327  | 312  | 307  | 347  | 363  | 325  | 365  | 432  |

| 1962 | 1968 | 1975 | 1982 | 1990 | 1999 | 2005 | 2006 | 2010 |
| ---- | ---- | ---- | ---- | ---- | ---- | ---- | ---- | ---- |
| 378  | 301  | 410  | 377  | 440  | 460  | 502  | 505  | 475  |

| 2015 | 2020 | 2022 | - | - | - | - | - | - |
| ---- | ---- | ---- | - | - | - | - | - | - |
| 471  | 449  | 467  | - | - | - | - | - | - |

## Culture locale et patrimoine

### Lieux et monuments

#### Crucey

##### Église Saint-Aignan de Crucey
- Retable de la Vierge du XVIIe siècle :

Bois sculpté. Hauteur : 4,20 m. 2 colonnes torses à chapiteaux corinthiens soutiennent la corniche qui se déforme pour former un fronton au sommet duquel s’allongent deux anges parmi des pots à feu. Fronton orné d'un chérubin en bas-relief d'où partent 2 morceaux de tissus pour former une chute de fruits. Colonnes sculptées, ornées de grappes de raisin et d’oiseaux. Le retable est classé au titre de monument historique.
- Dalle funéraire :

Dalle d'Eustache de Viole, de sa femme Anne de Sabrevois et de leur fils Charles. Pierre taillée rectangulaire verticale. Longueur : 1,85 m. Largeur : 97 cm. Épitaphe gravée partiellement illisible. Lisible :
« Eustache de Viole décédé le 30 septembre 1665, sa femme Anne de Sabrevois décédée le 12 juillet 1662, leur fils Charles décédé le 15 décembre 1690 ».
La dalle funéraire est classée monument historique.
- Cloche en bronze de 1704, classée monument historique[25].

L'église Saint-Aignan
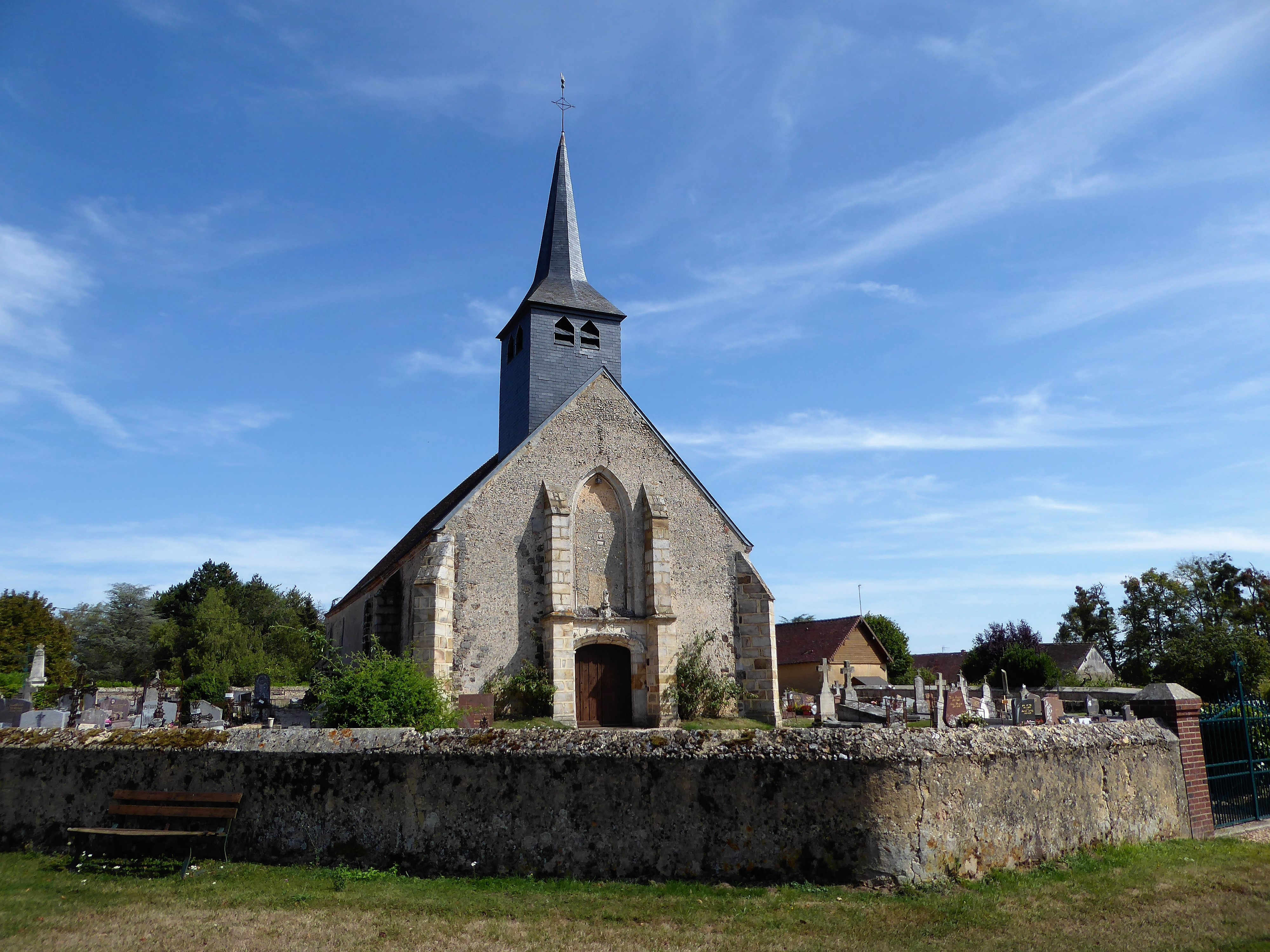
Vue générale.
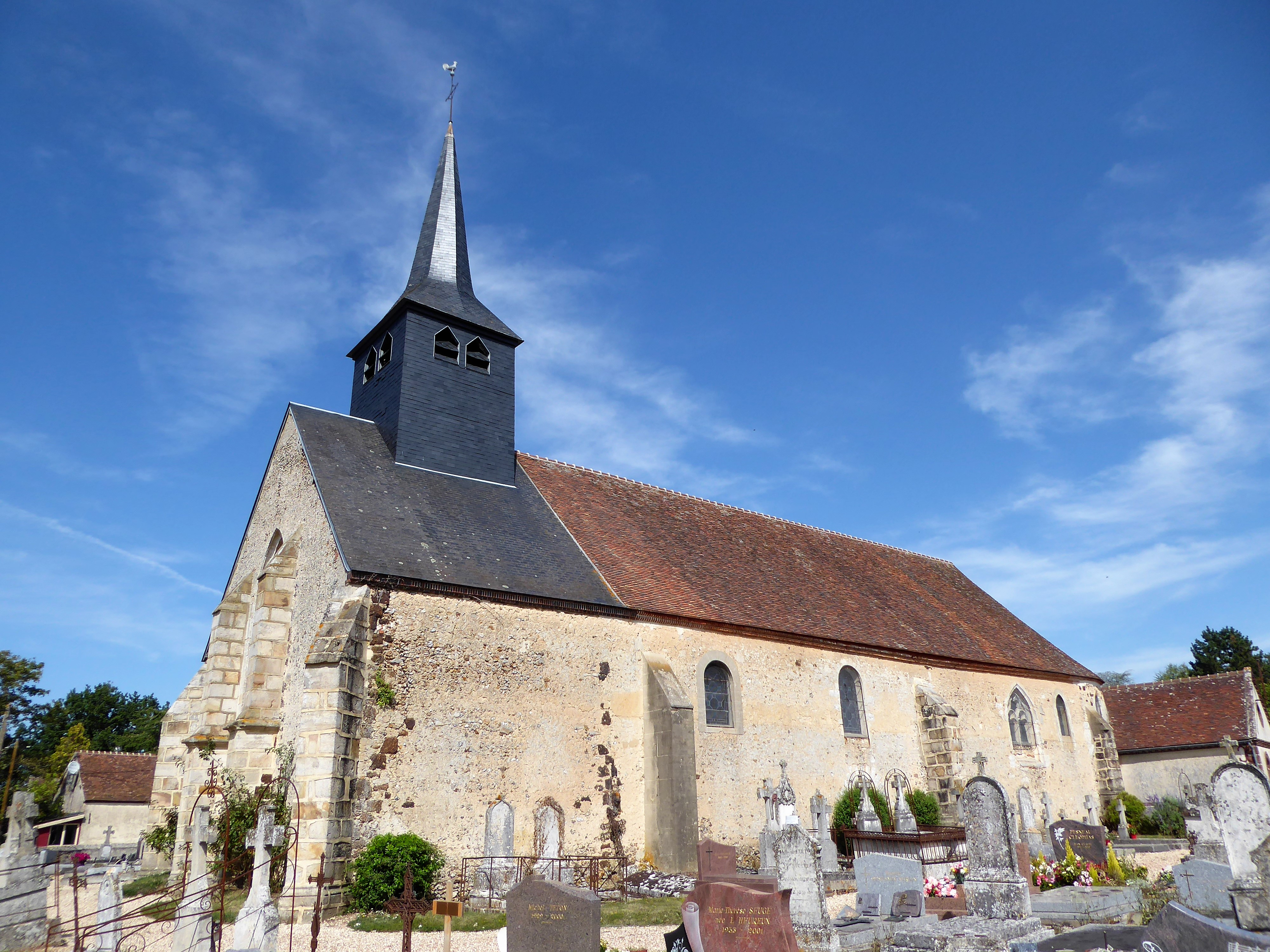
Le cimetière et le mur sud.
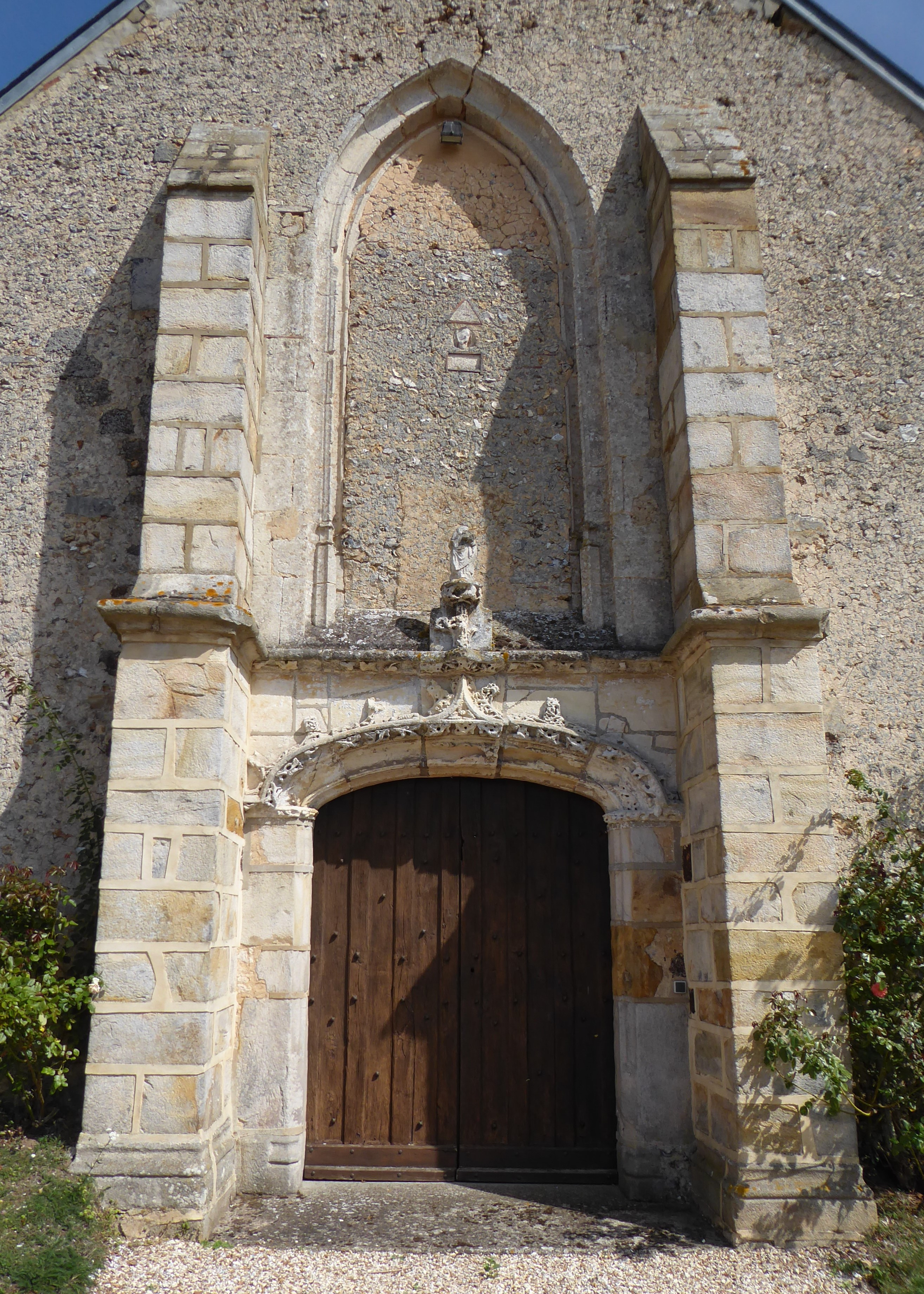
Le portail ouest.
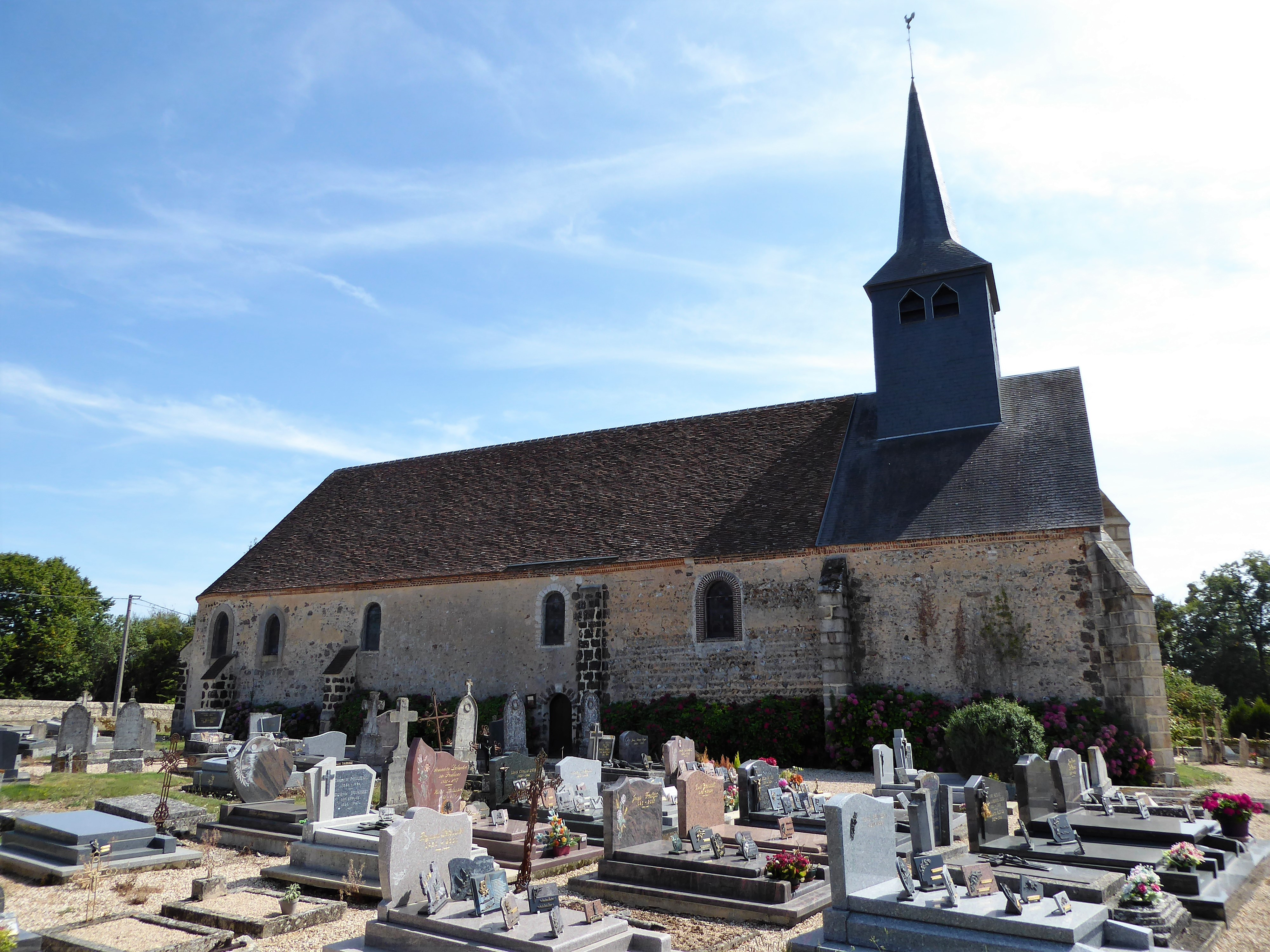
Le cimetière et le mur nord.

#### Mainterne

##### Église Saint-Laurent de Mainterne

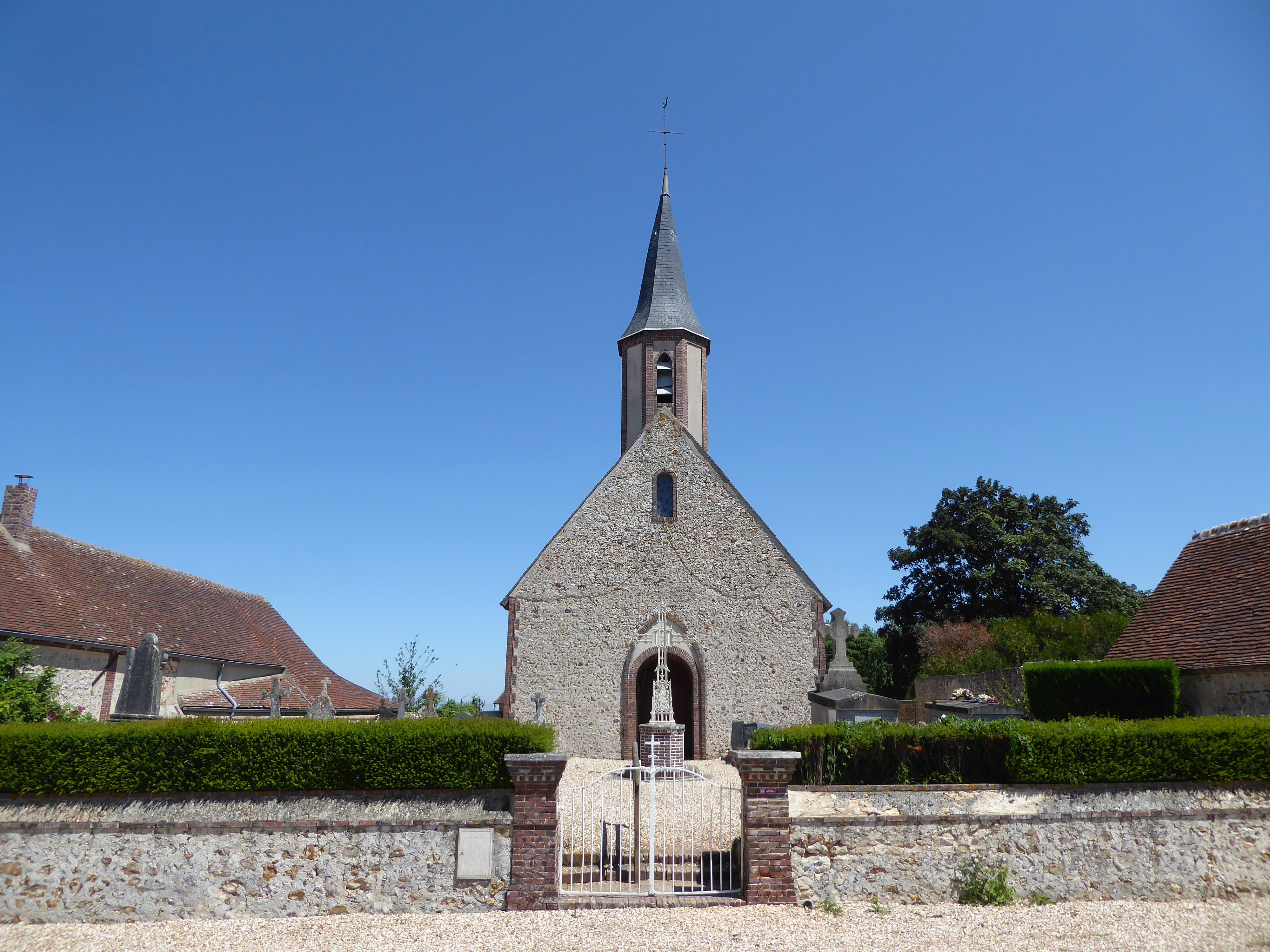
Église Saint-Laurent de Mainterne.

- Vierge à l'Enfant du XIVe siècle :

Statue en pierre, peinte en bleu, rouge et doré. Hauteur : 1,60 m. La Vierge debout, couronnée et portant un bracelet au poignet droit, tient l'Enfant Jésus qui pose la main droite sur le cœur de sa mère. La statue est classée monument historique ;
- Tabernacle du XVIIe siècle :

Bois taillé, peint en gris. Tabernacle architecturé : saint Sébastien martyr et Jésus Christ surmonté de deux têtes d'angelots et d’un décor de guirlandes. Le tabernacle est classé monument historique.

##### Autres lieux et monuments de Mainterne

Autres lieux et monuments de Mainterne
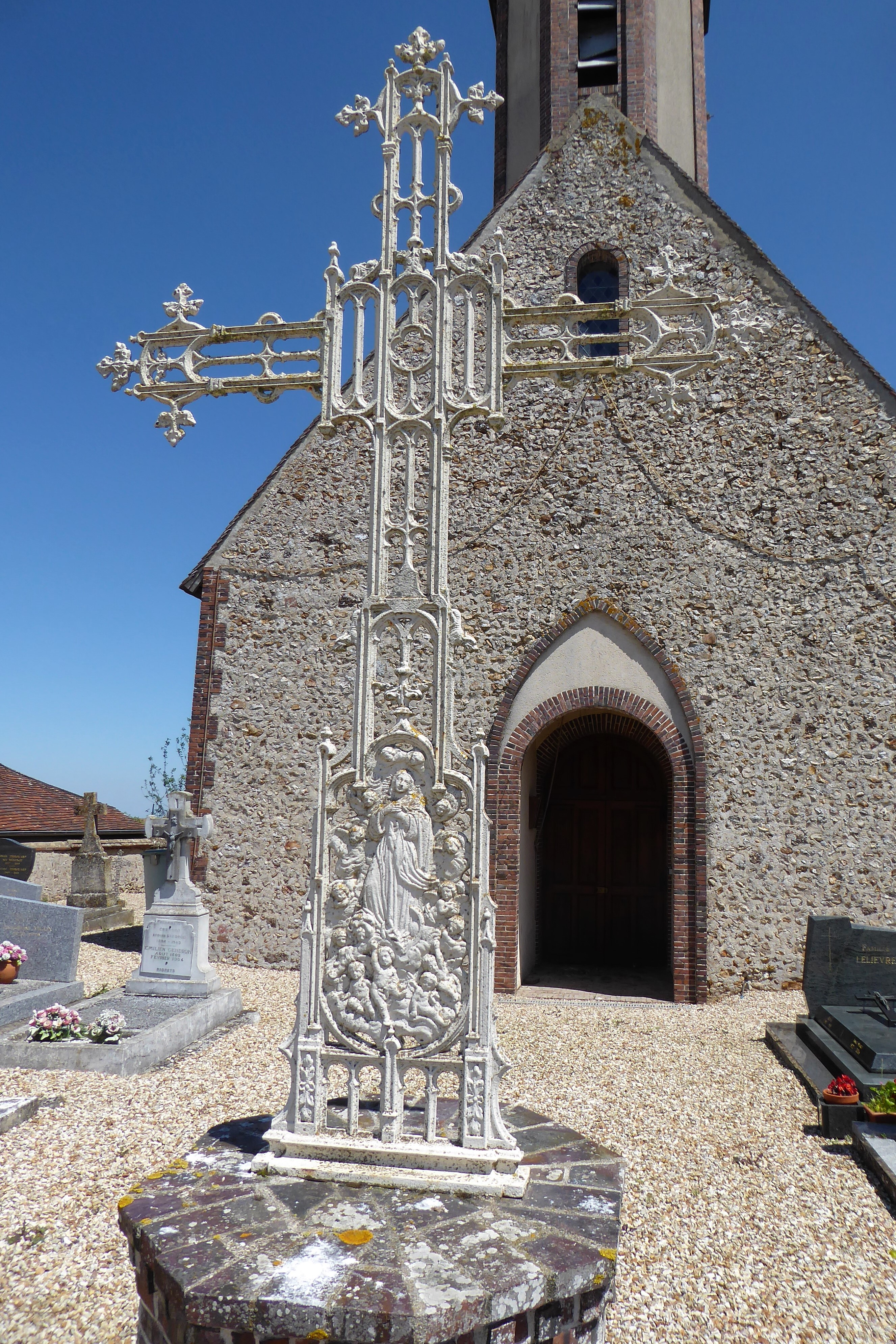
La croix du cimetière.
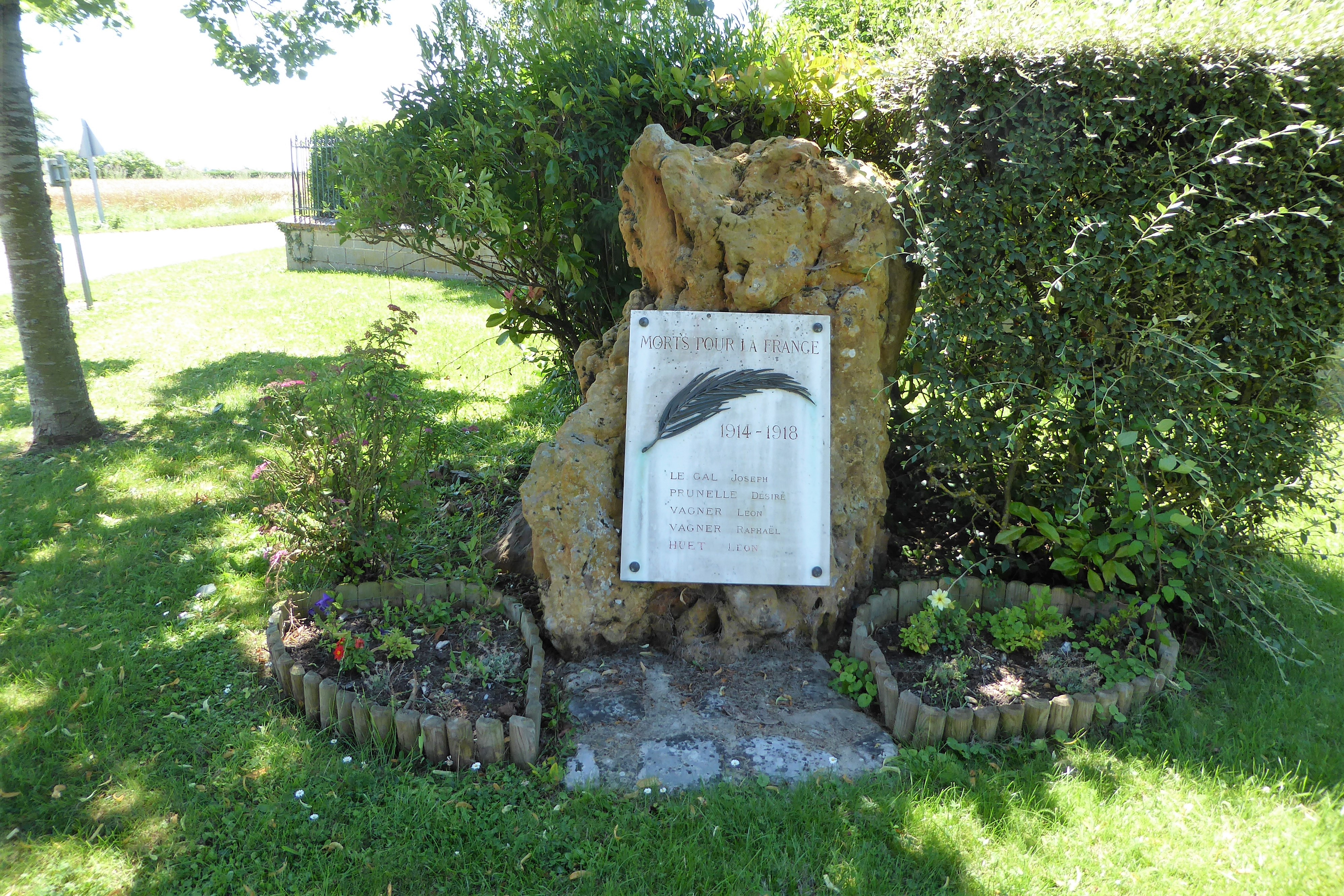
Le monument aux morts.
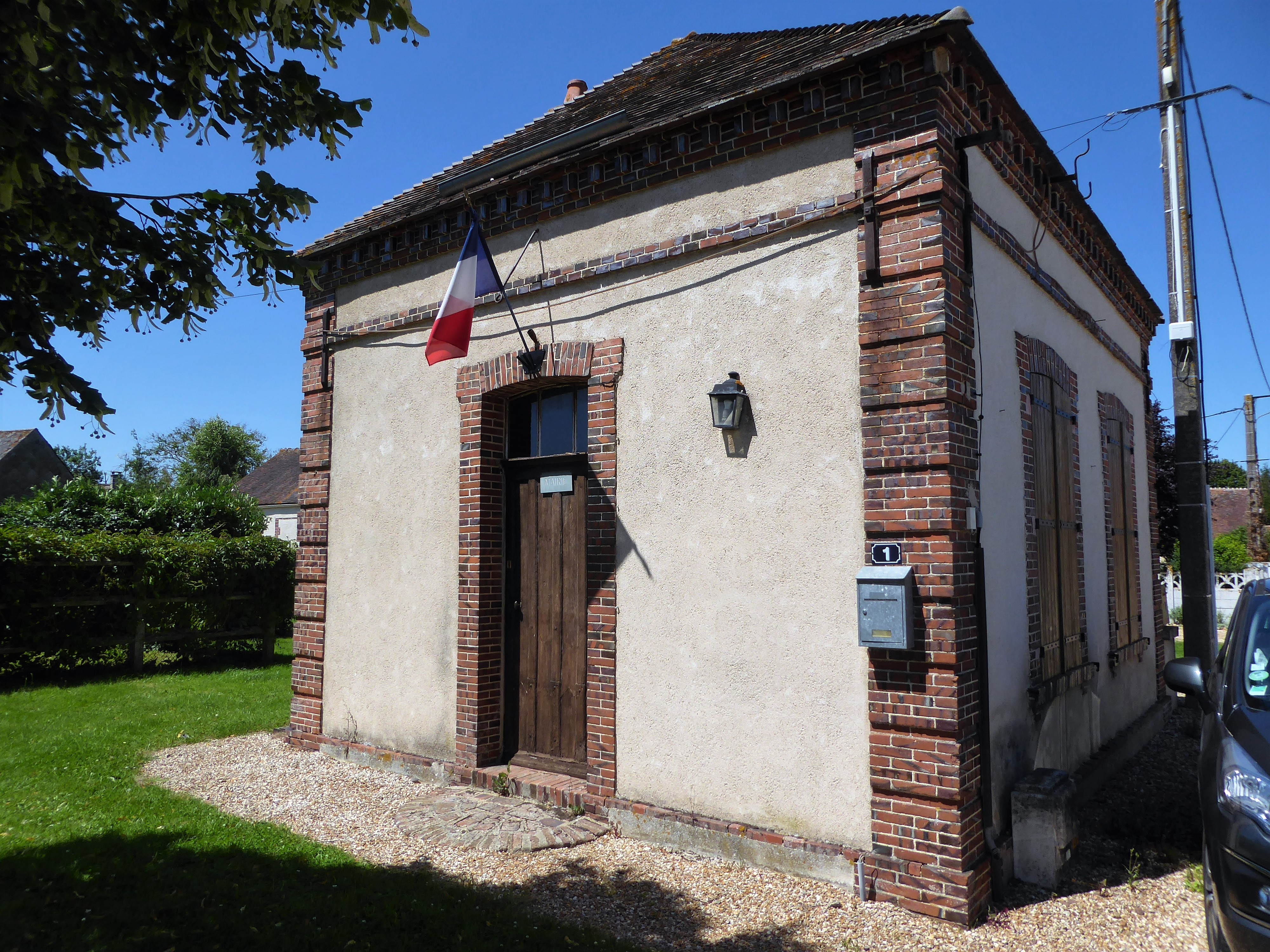
La mairie.

#### Vitray-sous-Brezolles

##### Église Saint-Sulpice de Vitray-sous-Brezolles

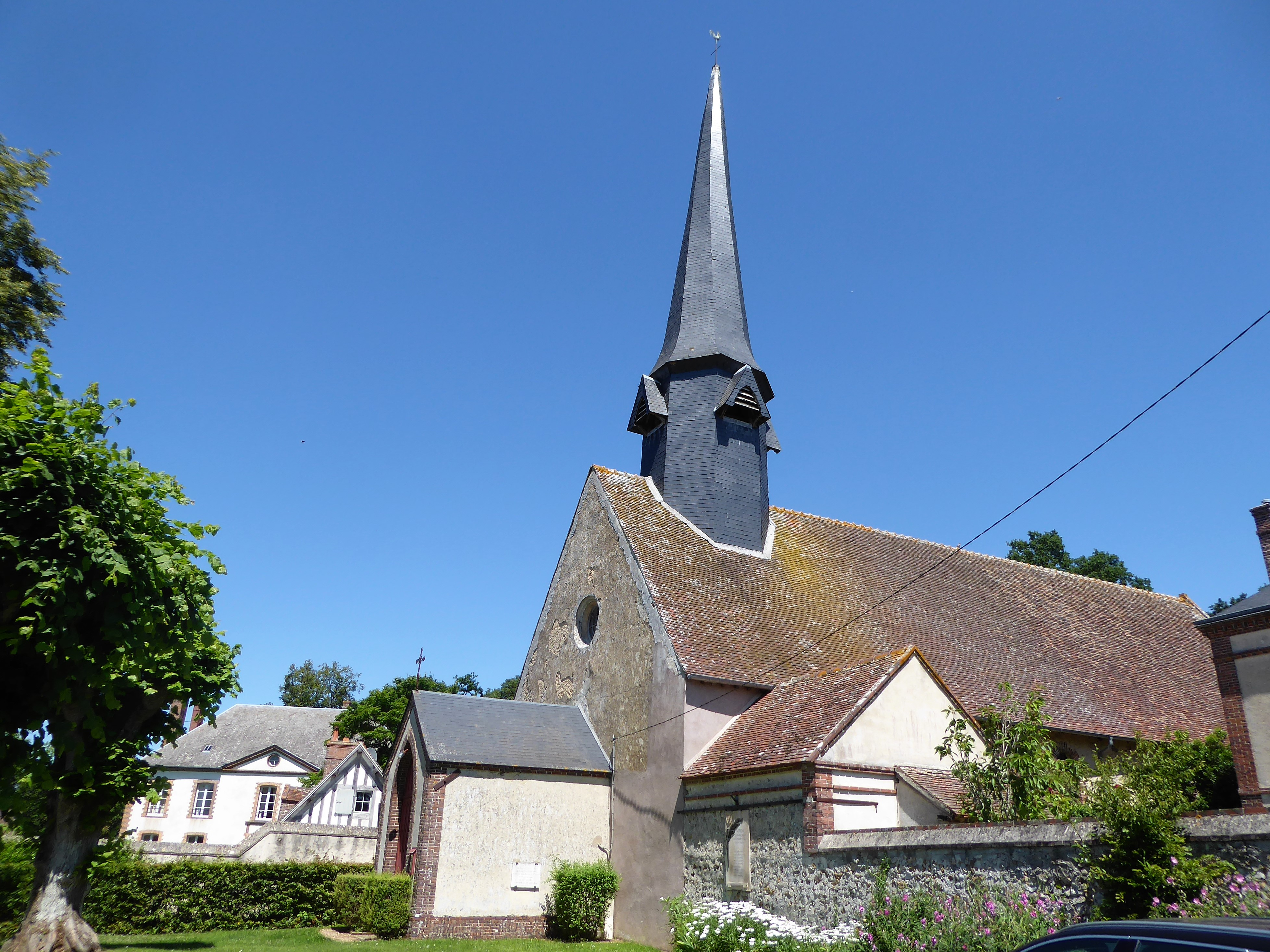
Église Saint-Sulpice de Vitray-sous-Brezolles.

- Tables du XVIIIe siècle :

Deux tables d’appui, grande et petite consoles, en bois taillé, chantourné, doré, recouverte d’un plateau de marbre. Décor de coquilles et guirlandes de fleurs. Les 2 tables sont classées monuments historiques.
- Vierge à l'Enfant, fin du XVe siècle :

Statue en pierre, peinte en blanc et en doré. Hauteur : 129 cm. Largeur : 50 cm. Profondeur : 27 cm. Vierge à l'Enfant debout, couronnée. L'Enfant Jésus tient un oiseau dans la main droite ; son bras gauche est cassé. La statue est classée monument historique.
- L’Éducation de la Vierge, début XVe siècle :

Statue en bois taillé. Dans une robe à grandes manches, debout près de sainte Anne, la Vierge porte les cheveux très longs serrés par un bandeau. La statue est classée monument historique.

##### Autres lieux et monuments de Vitray-sous-Brezolles

Autres lieux et monuments de Vitray-sous-Brezolles
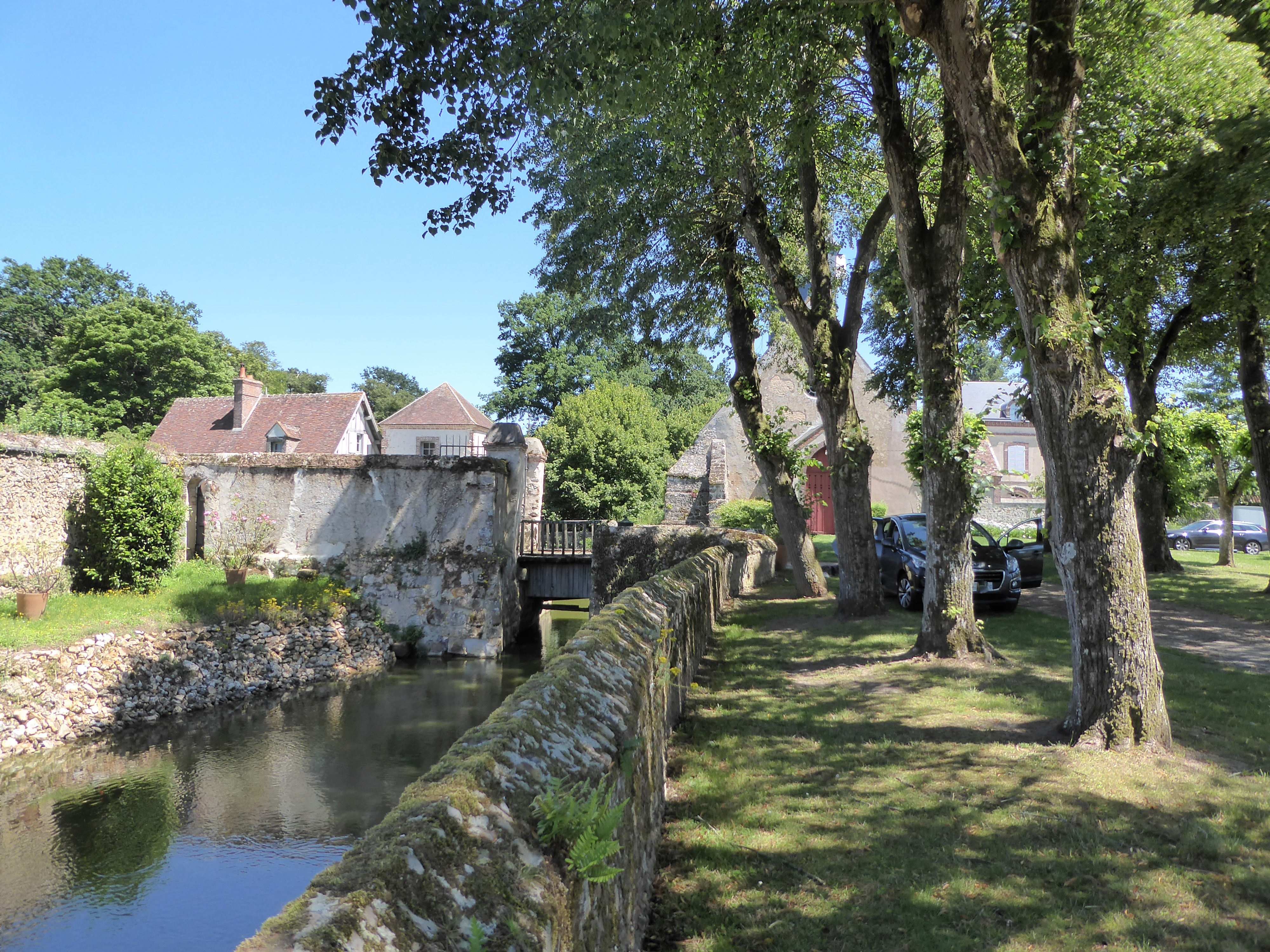
La place du village.
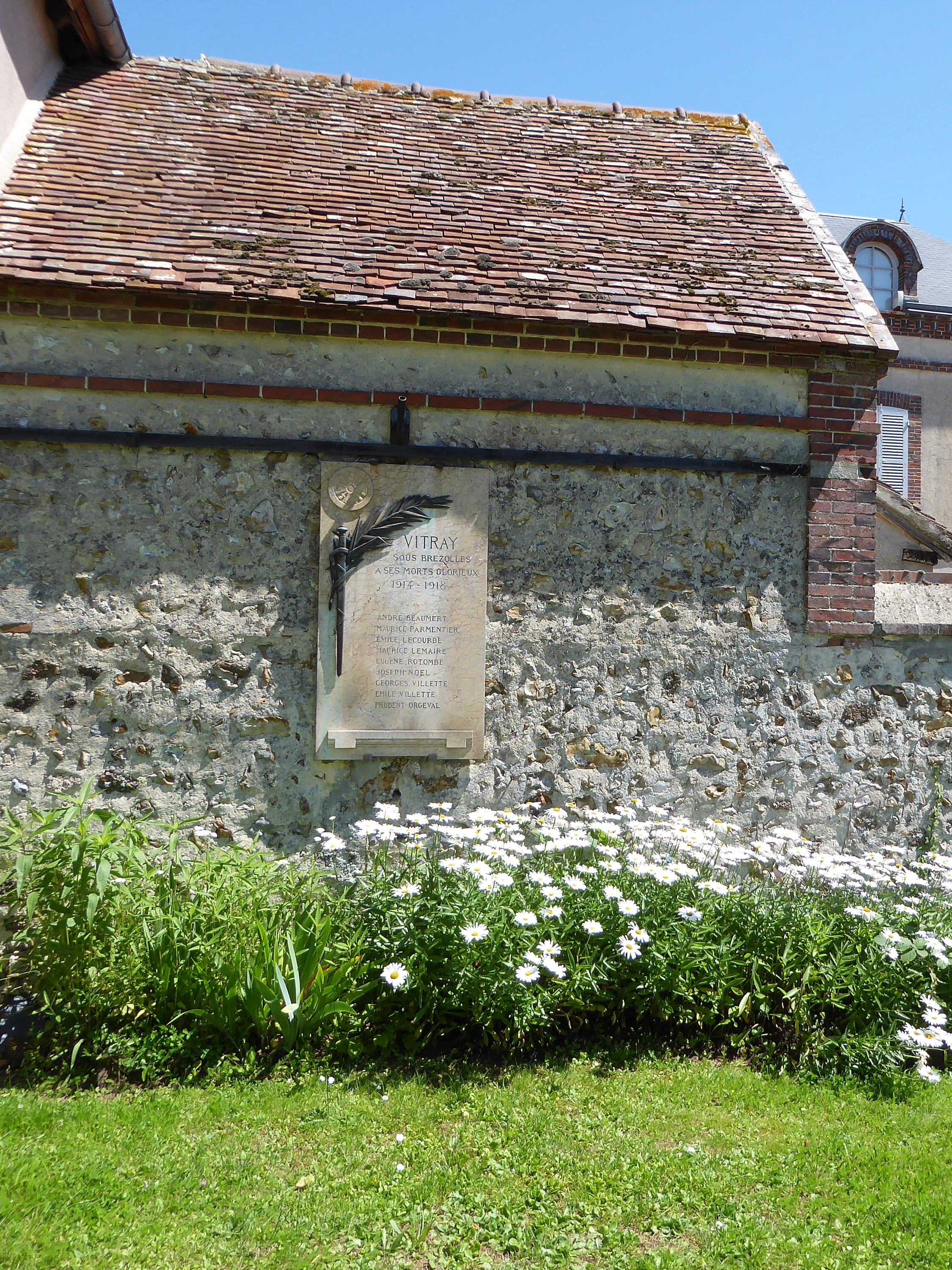
Le monument aux morts.
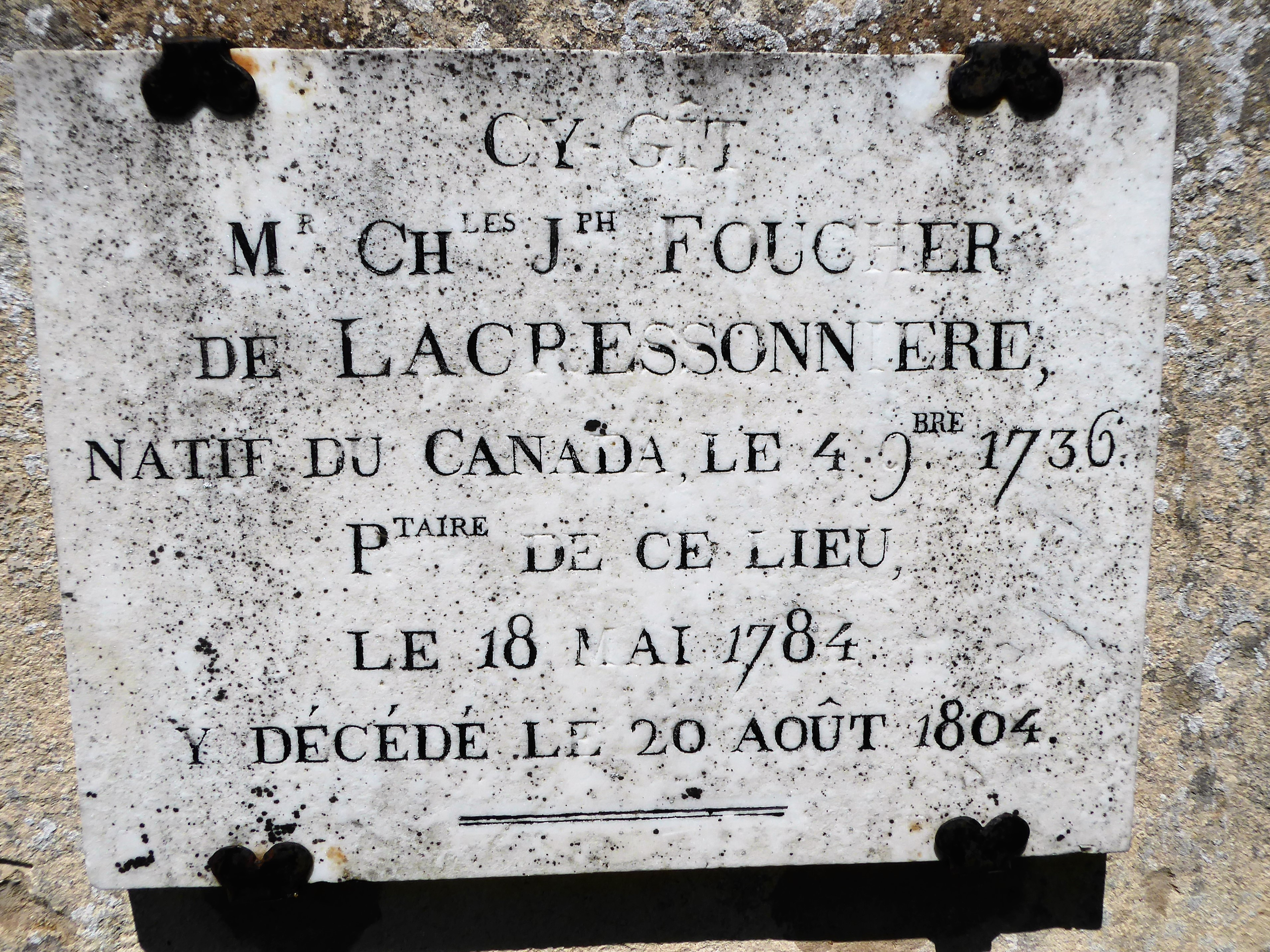
Dalle funéraire de Foucher de la Cressonnière.
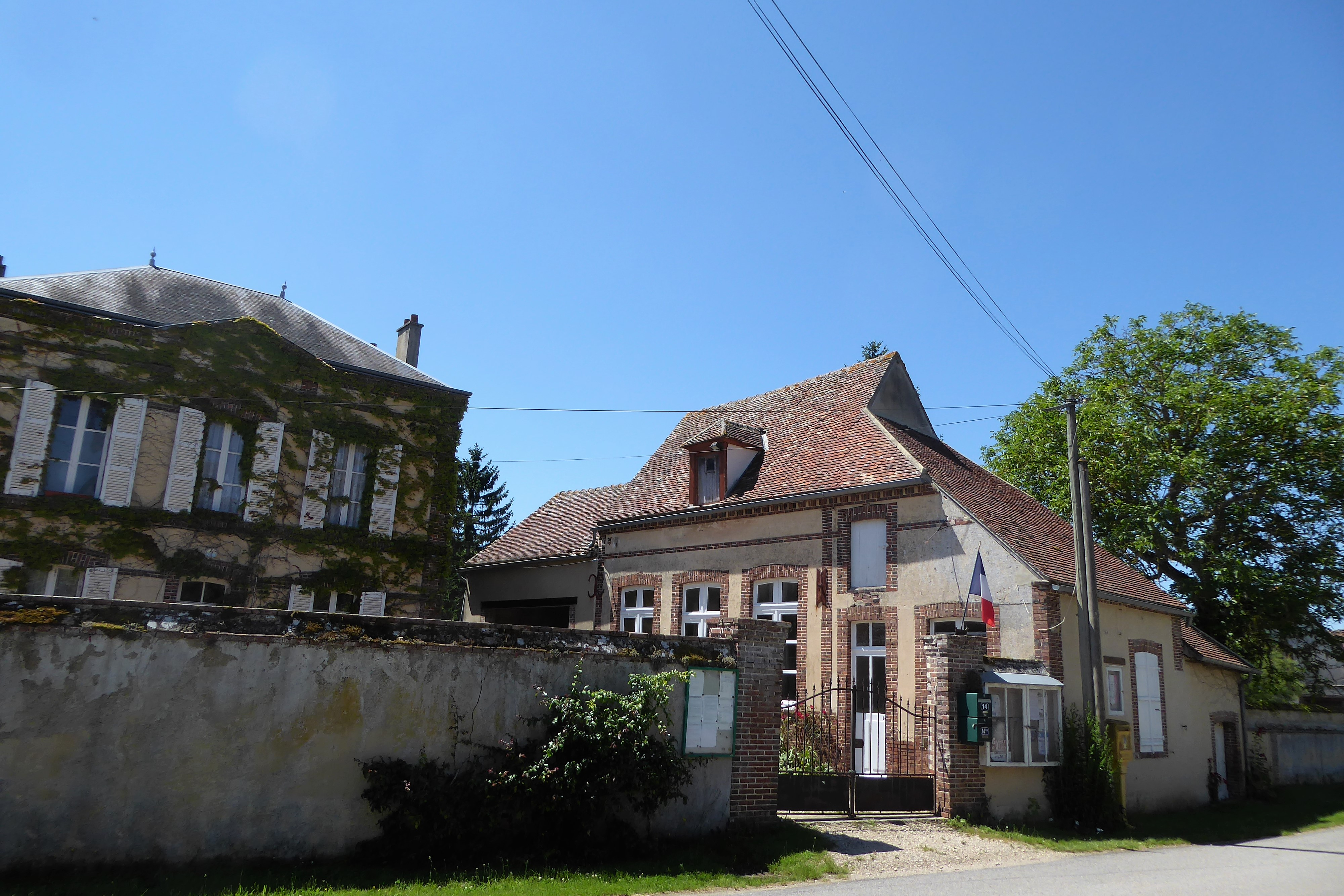
La mairie.

#### Château de la Choltière
Il fut occupé par les familles de Viole et de la Rivière pendant plusieurs siècles.
Eustache de Viole acquiert la Choltière d'André de Racines le 24 janvier 1654, pour la somme de 13 000 livres. En 1743, le mariage de Marguerite de Viole (1723-1752) avec Théodore Augustin de la Rivière (1700-1750) fait entrer le château dans la famille de la Rivière. En 1863, Marie Claire de la Rivière épouse le préfet Jules Tarbe des Sablons, dont la fille Henriette épouse René de Place en 1891.

#### Château de Marcouville
Situé dans l'ancienne commune de Vitray-sous-Brezolles, le château de Marcouville (d) est au XIXe siècle la propriété de Léon Vingtain, agronome et député d'Eure-et-Loir. Sa réalisation est confiée à l'architecte de la ville de Chartres Alfred-Isidore Piébourg.

#### Base aérienne de Dreux-Louvilliers

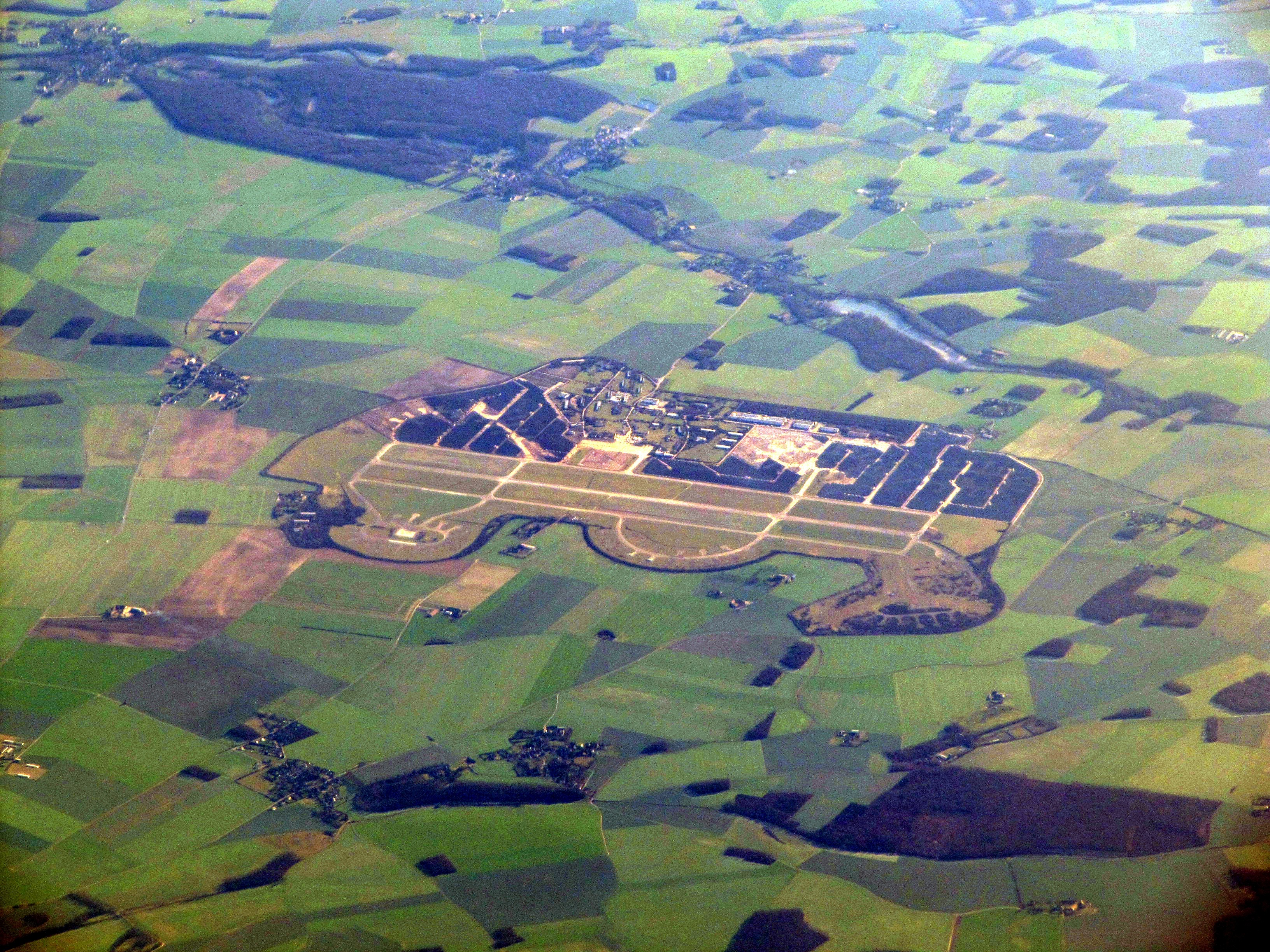
L'ancienne base aérienne de Dreux-Louvilliers, sur Crucey-Villages, Louvilliers-lès-Perche et Maillebois.

Le site de l'ancienne base aérienne de l'OTAN, Dreux-Louvilliers Air Base, qui s'étend sur le territoire de la commune, est choisi en février 2011 par le conseil général d'Eure-et-Loir pour accueillir un important projet photovoltaïque dont l'opérateur est EDF Renouvelables pour une durée de 28 ans. Le projet couvre 245 des 500 ha de l'ancienne base militaire. Sa construction s'achève fin mai 2012 au terme de 10 mois de travaux mobilisant 150 personnes. 741 500 panneaux photovoltaïques sont déployés sur 150 ha. Entré en service en septembre 2012, il est le plus grand parc photovoltaïque de France à cette date avec une puissance installée de 60 MW, soit l'équivalent de 25 éoliennes.
La base était connue jusqu'ici pour avoir alimenté l'actualité régionale et nationale avec la possibilité d'implantation du troisième aéroport d'Île-de-France entièrement consacré au fret et pour avoir accueilli à deux reprises des Teknivals, celui de mai 2008 ayant rassemblé près de 25 000 personnes

### Personnalités liées à la commune
- La famille d'Angennes (XVe – XVIIe siècle), seigneurs puis marquis de Rambouillet.
- Théodore Augustin de La Rivière (1700-1750), seigneur de La Choltière. Il fut garde du corps de Louis XV, dans la compagnie d'Harcourt et de Luxembourg. Il prit part à la bataille de Dettingen le 27 juin 1743 où il perdit son frère Robert. Nommé sous-brigadier des gardes du corps la même année, il participa à la bataille de Fontenoy le 11 mai 1745 avant d'être promu brigadier avec commission de capitaine de cavalerie en juin. Chevalier de l'ordre royal et militaire de Saint-Louis en 1746, il s'illustra l'année suivante aux batailles de Rocourt et Laufeld.

Le 25 novembre 1750, ce vaillant soldat au service du roi pendant vingt ans, s'écroula brusquement aux pieds du souverain. On ne sait si Théodore décéda à Versailles ou au château de Bellevue, puisque le roi prenait possession, ce même jour, de ce château construit pour Madame de Pompadour à Meudon, sur le bord du plateau dominant la Seine. L'ensemble de l'entourage de la cour avait été sous pression pour que la fête soit prête en temps et en heure. Le roi, à titre de reconnaissance, pensionnera ses enfants.
- Léon Vingtain (1828-1879), homme politique français, député d'Eure-et-Loir, mort au château de Marcouville (d)[37] à Vitray-sous-Brezolles.
- Jules Edmond Joseph Tarbé des Sablons (1830-1893). Auditeur au Conseil d'État en 1854, il fut chef de cabinet du directeur général de l'administration au ministère de l'Intérieur puis chef de division en 1863. Nommé préfet de l'Yonne en 1866, il démissionna en septembre 1870.
- Lucie Laigneau née Louvet (1901-1995), fermière, et Fernand Laigneau (1901-1989), fermier, sont reconnus à titre posthume en 2007 Justes parmi les nations[38].